# John Wagner
John Wagner, född 1949, är en brittisk seriemanusförfattare. Han är mest känd för att tillsammans med tecknaren Carlos Ezquerra ha skapat seriefiguren och serien Judge Dredd som först dök upp i tidningen 2000 AD år 1977.